# Бобан Богатиновски
Бобан Богатиновски (на македонска литературна норма: Бобан Богатиновски) е поет и разказвач от Северна Македония.

## Биография
Роден е през 1971 година в град Куманово, тогава в Югославия. Публикува поезия във всички по-големи литературни списания в страната. Застъпен е в прегледите на по-младата македонска поезия. Пише във вестник „Време“. Превеждан е на румънски, словенски и английски език и адаптиран на книжовен български. Живее и работи в родния си град. Член е на Дружеството на писателите на Македония.